# Пядусов, Иван Миронович
Иван Миронович Пядусов (белор. Iван Міронавіч Пядусаў; 23 июня 1901, д. Парадино,  Могилёвская губерния, Российская империя — 23 марта 1964, Ленинград, СССР) — советский военачальник, генерал-майор артиллерии  (03.05.1942).

## Биография
Родился 23 июня 1901 года в  деревне  Парадино,  ныне  Красногорского сельсовета в Мстиславском районе, Могилёвская область, Белоруссия. Белорус.

## Военная служба
В годы Гражданской войны с мая 1920 года красноармейцем проходил службу в Кронштадтской ВМБ штаба Балтийского флота, затем с августа — в 16-м запасном пехотном полку.
В сентябре 1920 года направлен на учёбу в 1-ю Петроградскую артиллерийскую школу им. «Красного Октября». После окончания школы с сентября 1924 года проходил службу в 57-м легко-артиллерийском дивизионе, затем в 57-м артиллерийском полку ПриВО в городе Пермь, начальник разведки артиллерийской батареи, помощник командира батареи. Член ВКП(б) с 1926 года. С октября 1927 года командир батареи артиллерийского дивизиона 169-го стрелкового полка этого же округа, затем с февраля 1931 года вновь служил в 57-м артиллерийском полку, помощник командира и командир артиллерийского дивизиона. С сентября 1931 года командир артиллерийского дивизиона, затем начальник полковой школы 65-го артиллерийского полка 65-й стрелковой дивизии. С января 1934 года начальник полковой школы 94-го артиллерийского полка, с июля 1935 года — начальник штаба 93-го артиллерийского полка. С мая 1936 года преподаватель тактики, затем начальник учебного отдела 1-го Ленинградского артиллерийского училища.
В 1939 году окончил Военную академию РККА им. М. В. Фрунзе.
В должности командира 311-го артиллерийского полка Резерва Главного командования участвовал в советско-финляндской войне 1939— 1940 гг, награждён орденом Красного Знамени.
С июня 1940 года начальник артиллерии 19-го стрелкового корпуса в ЛВО.

### Великая Отечественная война
С началом  войны  Пядусов в той же должности. С декабря 1941 года начальник артиллерии 23-й армии Ленинградского фронта, оборонял границу Советского Союза от превосходящих по численности сил противника севернее и северо-восточнее Выборга, где были сосредоточены две трети финских войск, участвовал в организации обороны Карельского перешейка.
С декабря 1942 года начальник артиллерии 67-й армии, в этой должности участвовал в прорыве блокады Ленинграда.
В марте 1943 года вновь переведен в 23-ю армию на прежнюю должность.
С июля 1944 года командовал артиллерией 117-го стрелкового корпуса Ленинградского фронта.
с августа 1944 года — командир 8-го артиллерийского корпуса прорыва РВГК. В составе 2-го Белорусского фронта  корпус успешно действовал в ходе Восточно-Прусской и Восточно-Померанской наступательных операций.
За время войны генерал Пядусов был десять  раз персонально упомянут в благодарностях в приказах Верховного Главнокомандующего.

### Послевоенное время
После войны  продолжал командовать 8-м артиллерийским корпусом.
С ноября 1946 года находился в распоряжении командующего артиллерией ВС СССР.
С января 1947 года — начальник военной кафедры Ленинградского политехнического института им. М. И. Калинина.
С января 1953 года, окончив ВАК при Высшей военной академии им. К. Е. Ворошилова, был старшим преподавателем военной кафедры Ленинградского государственного университета им. А. А. Жданова
В сентябре 1953 года генерал-майор артиллерии  Пядусов уволен в запас
Скончался  23 марта 1964 года, похоронен на  Богословском кладбище в Санкт-Петербурге.

## Воинские звания
- капитан - 10.05.1936;
- майор - 31.03.1937;
- полковник - 5.05.1939;
- генерал-майор артиллерии - 3.05.1942.

## Награды
- орден Ленина (06.11.1945)[5])
- пять орденов Красного Знамени (07.04.1940[3][6], 24.01.1943[7], 03.11.1944[5], 29.05.1945[8], 15.11.1950[5])
- орден Кутузова I степени (10.04.1945)[6]
- орден Суворова II степени (22.06.1944)[9]
- орден Кутузова II степени (05.10.1944)[10]

медали, в том числе:
- - «За оборону Ленинграда» (01.06.1943)[11]
  - «За победу над Германией в Великой Отечественной войне 1941—1945 гг.» (1945)
  - «За взятие Кёнигсберга» (1945)
  - «За освобождение Варшавы» (1945)

иностранный орден:
- Орден «Virtuti militari» (Польша)

Приказы (благодарности) Верховного Главнокомандующего в которых отмечен И. М. Пядусов.
- За прорыв линии Маннергейма и за овладение штурмом городом и крепостью Выборг.  21 июня 1944 года. № 113.
- За овладение штурмом городом и крепостью Нарва – важным укрепленным районом обороны немцев, прикрывающим пути в Эстонию. 26 июля 1944 года № 149.
- За  переход в наступление из района севернее Тарту и наступление западнее города Нарва, прорыв сильно укрепленную оборону противника и овладение крупными населенными пунктами Магдалэна, Муствэ, Йыгева, Авинурмэ, Иыхви, Кюремяэ-Кюла, Васкнарва, и железнодорожным узлом Сонда. 20 сентября 1944 года. № 190.
- За овладение сильными опорными пунктами обороны немцев городами Макув, Пултуск, Цеханув, Нове-Място, Насельск на западном берегу реки Нарев, севернее Варшавы. 17 января 1945 года. № 224.
- За овладение городом и крепостью Грудзёндз (Грауденц) – мощным узлом обороны немцев на нижнем течении реки Висла. 6 марта 1945 года. № 291.
- За овладение городами Гнев (Меве) и Старогард (Прейсиш Старгард) — важными опорными пунктами обороны немцев на подступах к Данцигу. 7 марта 1945 года. № 294.
- За овладение городом и крепостью Гданьск (Данциг) — важнейшим портом и первоклассной военно-морской базой немцев на Балтийском море. 30 марта 1945 года. № 319.
- За овладение городами Пренцлау, Ангермюнде — важными опорными пунктами обороны немцев в Западной Померании. 27 апреля 1945 года. № 348.
- За овладение городами Штральзунд, Гриммен, Деммин, Мальхин, Варен, Везенберг — важными узлами дорог и сильными опорными пунктами обороны немцев. 1 мая 1945 года. № 354.
- За овладение городами Барт, Бад-Доберан, Нойбуков, Варин, Виттенберге и за соединение на линии Висмар, Виттенберге с союзными нам английскими войсками. 3 мая 1945 года. № 360.

## Память
12 мая 2015 года в Военно-историческом музее артиллерии, инженерных войск и войск связи состоялась торжественная церемония, посвящённая занесению имени генерала Пядусова Ивана Мироновича в Золотую Книгу Санкт-Петербурга